# Aloe ×spinosissima
Aloe x spinosissima é uma espécie de liliopsida do gênero Aloe, pertencente à família Asphodelaceae.